# Потапкина, Татьяна Антоновна
Татьяна Антоновна Потапкина (12 января 1922 — 24 ноября 2005) — передовик советского сельского хозяйства, доярка Уйского совхоза Уйского района Челябинской области, Герой Социалистического Труда (1966).

## Биография
Родилась в 1922 году в деревне Новая Поляна Спасского уезда Тамбовской губернии, ныне территория республики Мордовия в мордовской крестьянской семье.
Рано осталась сиротой и в свою семью её забрала старшая сестра, которая жила на Урале. Получила неполное среднее образование.
С 1938 года начала работать на заготовке дров в местном колхозе «Красный партизан» Уйского района. В 1945 году стала работать дояркой. После реорганизации в 1956 году в совхоз «Уйский» осталась трудиться на ферме оператором машинного доения.
В 1960 году сумела добиться надоя в 3100 килограммов молока от каждой закреплённой коровы в среднем за год. В 1972 году этот показатель составил 4287 килограммов молока. Это был рекорд по району. Длительное время оставалась передовиком производства, внедрила собственный метод кормления и ухода за животными. Долгое время на её опыте подготавливались молодые работники.
«За достигнутые успехи в развитии животноводства, увеличении производства и заготовок мяса, молока, яиц и шерсти и другой продукции», указом Президиума Верховного Совета СССР от 22 марта 1966 года Татьяне Антоновне Потапкиной было присвоено звание Героя Социалистического Труда с вручением ордена Ленина и медали «Серп и Молот».
Продолжала и дальше трудиться в сельском хозяйстве до выхода на пенсию в 1978 году. Переехала в посёлок Мирный того же района. Много лет трудилась санитаркой в Мирненской участковой больнице. в 1998 году вышла на заслуженный отдых.
В 1961 году вступила в КПСС. Представляла свой регион и отрасль на XXIII съезде КПСС. С 1957 по 1978 годы являлась депутатом Соколовского сельского Совета.
Проживала в посёлке Мирный Уйского района Челябинской области. Умерла 24 ноября 2005 года. Похоронена на поселковом кладбище.

## Награды
За трудовые успехи была удостоена:
- золотая звезда «Серп и Молот» (22.03.1966)
- орден Ленина (22.03.1966)
- Орден Октябрьской Революции (08.04.1971)
- другие медали.
- Почётный гражданин Уйского района (1978)[3].